# Aderus guyanensis
Aderus guyanensis é uma espécie de inseto besouro da família Aderidae. Foi descrita cientificamente por Maurice Pic em 1920.

## Distribuição geográfica
Habita em Guiana.